# Álvaro de la Riva Guzmán de Frutos
Álvaro de la Riva Guzmán de Frutos (San Sebastián, 7 de octubre de 1960) es un diplomático español. Es el cónsul de España en Estambul (desde 2019).

## Biografía
Licenciado en Ciencias Políticas, ingresó en 1990 en la carrera diplomática. Ha sido consejero económico y comercial, jefe de la Oficina Comercial de las embajadas de España en Argelia y Túnez, y secretario en la embajada de España en México. Fue vocal asesor en el Gabinete del Secretario de Estado de Cooperación Internacional y para Iberoamérica y segundo jefe en las embajadas de España en Vietnam y Grecia (2007-2011). 
Fue embajador de España en Estonia (marzo de 2011-febrero de 2014) responsable de asuntos culturales en la embajada Española en Moscú (abril de 2015-2019); y cónsul en Estambul (desde abril de 2019). 